# Marquesado de Navarrés
El marquesado de Navarrés es un título nobiliario español creado por el rey Felipe II de España el 20 de octubre de 1557 a favor de Pedro Luis Galcerán de Borja, virrey, gobernador y capitán general de Cataluña, Rosellón y Cerdeña, caballero, comendador mayor y XIV y último gran maestre de la Orden de Montesa.

## Historia de los marqueses de Navarrés
- Pedro Luis Galcerán de Borja (1528-Barcelona, 20 de marzo de 1592), I marqués de Navarrés,[2] señor de la baronía de Navarrés, caballero, comendador mayor y XIV y último gran maestre de la Orden de Montesa, y virrey, gobernador y capitán general de Cataluña. Era hijo de Juan de Borja y Enríquez de Luna, III duque de Gandía, y de su segunda esposa Francisca de Castro y Pinós.[2]

Casó en 1559 con Leonor Manuel (m. 1586), hija de Diego de Melo de Figueredo y de María Manuel de Noronha. Sucedió su hijo:
- Juan de Borja y Castro Pinós (1560-1588), II marqués de Navarrés.[3]

Casó, en 1584, siendo su segundo esposo, con María de Dietrichstein y Cardona. Sin descendencia, sucedió: Sucedió su tía paterna, hermana del I marqués de Navarrés:
- Magdalena Clara de Borja y Castro Pinós (1535-1601), III marquesa de Navarrés.[4]

Casó con Fernando de Próxita y Milá de Aragón (m. 25 de octubre de 1574), IV conde de Almenara. Sucedió su hijo:
- José de Próxita y Borja, IV marqués de Navarrés y V conde de Almenara.[4]

Sin descendencia, sucedió su sobrino:
- Miguel de Gurrea y Torellas Borja y López de Mendoza, V marqués de Navarrés,[4] hijo de Juan de Gurrea y Borja, XV señor de la Baronía de Gurrea, y de Ana de Torellas y López de Mendoza.[4]

Casó con Isabel Funes de Villalpando y Ariño. Sucedió su hijo:
- José de Gurrea y Villalpando Torellas y Ariño (m. 1640), VI marqués de Navarrés.[4]

Falleció antes que su padre sin dejar descendencia. Le sucedió su primo:
- José Berenguer Pedro de Bardají y Bermúdez de Castro y Bardají (Zaragoza, 20 de marzo de 1631-1699), VII marqués de Navarrés,[5] II marqués de Cañizar,[5][4] IX señor de la baronía de Estercuel, mayordomo de la reina y diputado de Aragón.[4] Era hijo de Martín de Bardají y Bermúdez de Castro y de Leonor de Bardají y Gurrea, hija de  Luis de Bardají y Alagón, V señor de la baronía de Estercuel, señor de Antillón y diputado del reino, y de Francisca de Gurrea y Borja.[4]

Casó el 17 de febrero de 1656, en Zaragoza, con Beatriz Micaela Francisca de Moncayo y Abarca de Bolea, III marquesa de San Felices de Aragón, y señora de Saldañuela y Cuzcurrita, hija de Juan Moncayo, II marqués de San Felices de Aragón, y de María Abarca de Bolea. Sucedió su hijo:
- José Lorenzo de Aragón y Gurrea (también conocido como José Lorenzo Bardají Bermúdez de Castro Borja y Torellas) (m. 1698)  VIII marqués de Navarrés,[4] III marqués de Cañizar, IV marqués de San Felices de Aragón, III conde de Castellflorit, X señor de la baronía de Estercuel[4] y diputado del reino de Aragón por el estamento de próceres en 1690.

Casó con Josefa Cecilia de Aragón y Gurrea, VI condesa de Luna. Le sucedió:
- José Claudio Bermúdez de Castro Pinós Bardají (1697-23 de noviembre de 1761), IX marqués de Navarrés,[6][7] IV marqués de Cañizar,[7] X duque de Villahermosa y IV marqués de San Felices de Aragón.

Falleció sin descendientes. Le sucedió su sobrino, hijo de su hermana, Jerónima de Bardají Bermúdez de Castro y Urríes, y de Bernabé Rebolledo de Palafox y Marta, II marqués de Lazán:
- Juan Felipe Rebolledo de Palafox y Bermúdez de Castro (baut. Zaragoza, 27 de enero de 1721-17 de enero de 1799),[10] X marqués de Navarrés,[11] III marqués de Lazán,[11] V marqués de Cañizar,[11] X marqués de Navarrés, VI marqués de San Felices de Aragón, XII señor de la baronía de Estercuel y capitán general de Aragón y de Castilla la Vieja.[11]

Casó, el 7 de junio de 1768, con Paula Melzi, hija de Gaspar de Melzi y Teresa de Eril, condes de Melzi. Sucedió su hijo:

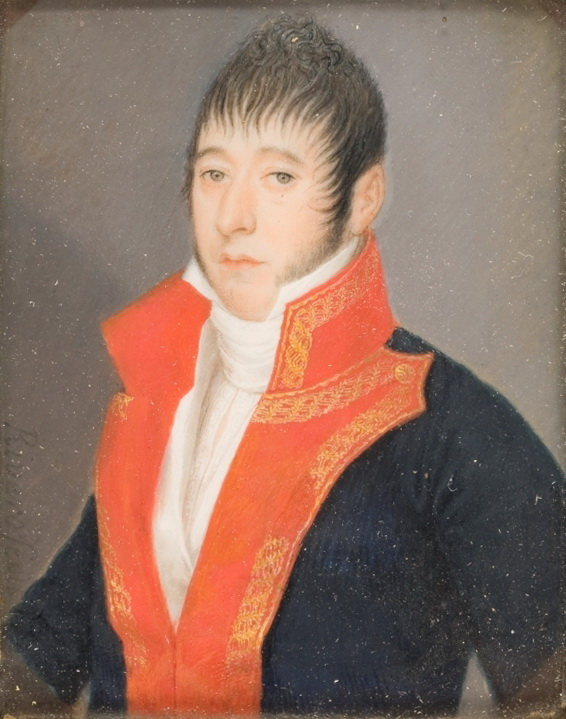
Luis Rebolledo de Palafox y Melzi, IV marqués de Lazán (c. 1805), por José Alonso del Rivero (Museo del Prado)

- Luis Rebolledo de Palafox y Melzi (Zaragoza, 2 de junio de 1772-Madrid, 28 de diciembre de 1843), XI marqués de Navarrés,[13] IV marqués de Lazán,[14] VI marqués de Cañizar, VII marqués de San Felices de Aragón, XII señor de la baronía de Estercuel, etc.[13]

Casó, en Madrid en 1797, con María Gabriela de Palafox y Portocarrero, hija de los condes de Montijo. Sucedió su hijo:
- Joaquín Rebolledo de Palafox y Palafox (m. 1862),  XII marqués de Navarrés,[15] VII marqués de Cañizar,[15] V marqués de Lazán, VIII marqués de San Felices de Aragón y XIV y último señor de la baronía de Estercuel.[15]

Casó, en 1824, con su prima hermana, María Vicenta de la Cerda y Palafox. Sin descendencia, sucedió su hermano:
- Luis Rebolledo de Palafox y Palafox (1806-7 de octubre de 1868), XIII marqués de Navarrés,[15] VI marqués de Lazán[15] y VIII marqués de Cañizar.[15]

Casó, en Madrid, el 6 de noviembre de 1851, con María Antonia de Padua de Guzmán y Caballero, X condesa de los Arcos, grande de España. Sucedió su hijo:
- José María del Pilar Rebolledo de Palafox y Guzmán, XIV marqués de Navarrés y VII marqués de Lazán.[15]

Sin descendencia, sucedió su sobrina, hija de su hermana, María del Pilar Rebolledo de Palafox y Guzmán (m. 1879), y de su esposo Joaquín María de Mencos y Ezpeleta (m. 1936), IX conde de Guenduláin, V marqués de la Real Defensa, VII conde del Vado, XI barón de Bigüezal, senador por derecho propio, gentilhombre de cámara con ejercicio y servidumbre, maestrante de Zaragoza, gran Cruz de Carlos III y académico de la real de Bellas Artes de San Fernando:
- María de la Blanca de Mencos y Rebolledo de Palafox, Ezpeleta y Guzmán (19 de octubre de 1873-21 de junio de 1915), XV marquesa de Navarrés,[17] XII condesa de Eril, grande de España,[18] y X marquesa de San Felices de Aragón.

Casó, en 26 de febrero de 1896, con Manuel Mariano Álvarez de Toledo y Samaniego (París, 19 de noviembre de 1868-San Sebastián, 29 de julio de 1932), VI marqués de Miraflores y VIII marqués de Casa Pontejos en 1923. Sucedió su hijo:
- Manuel Álvarez de Toledo y Mencos (26 de junio de 1907-Paracuellos del Jarama, 9 de noviembre de 1936), XVI marqués de Navarrés.[20]

Casó en 1929 con María Lourdes Morenés y Carvajal: Sucedió su hijo:
- Carlos Álvarez de Toledo y Morenés (Bañares, 22 de agosto de 1930-2002), XVII marqués de Navarrés.[21]

Casó con María del Pilar de Satrústegui y Unceta. Sucedió su hijo:
- Carlos Álvarez de Toledo y Satrústegui (8 de septiembre de 1964-Madrid, 14 de noviembre de 2023[22][23]), XVIII marqués de Navarrés.[21][24]

Casado con Astrid Pena y Cobián. Sucedió su hija:
- Cristina Álvarez de Toledo y Pena (Madrid, 12 de mayo de 1996), XIX marquesa de Navarrés.[25]